# Yukon Quest

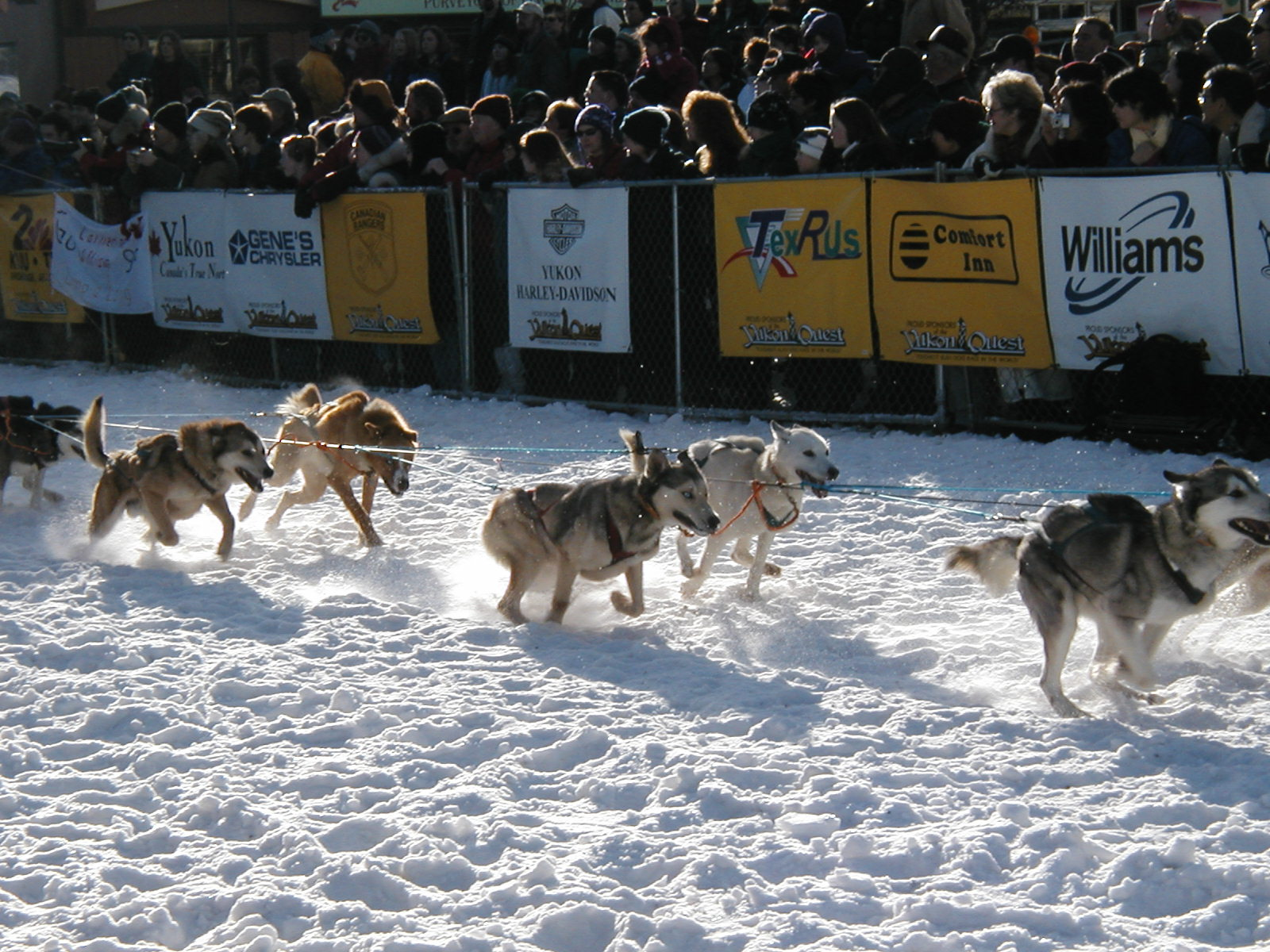
Départ de la Yukon Quest 2003, Whitehorse.

La Yukon Quest est une course de chiens de traîneau de 1 648 kilomètres à travers le grand nord canadien et l'Alaska, réputée pour être la plus difficile au monde. Elle a lieu tous les ans au mois de février. Les années impaires, les traîneaux partent de Whitehorse pour arriver à Fairbanks et les années paires, la course est dans le sens inverse.
Dans cette compétition, qui a eu lieu pour la première fois en 1984, un meneur de chiens de traîneau (appelé musher) et un attelage de 6 à 14 chiens font une course durant de 10 à 20 jours. La course suit le chemin de la route historique de la ruée vers l'or du Klondike des années 1890, ainsi que des routes de transport de biens ou de courrier entre Fairbanks, Dawson City et Whitehorse. Les mushers transportent jusqu'à 113 kg d'équipement et de provisions pour eux et leurs chiens pour se nourrir entre les checkpoints. Ils sont autorisés à se séparer de certains de leurs chiens aux checkpoints et aux dog drops, mais pas à les remplacer. Les traîneaux ne doivent pas être remplacés, sous peine d'encourir une pénalité, et les mushers ne peuvent accepter l'aide du public, sauf à Dawson City, à mi-chemin de la course. Dix checkpoints et quatre dog drops, certains distants de plus de 322 km l'un l'autre, sont répartis le long du parcours. Des vétérinaires sont présents à chaque étape pour s'assurer de la bonne santé des chiens, donner des conseils, et soigner les chiens laissés derrière le musher ; avec le race marshall et les juges de course, ils peuvent disqualifier un chien ou un équipage pour raison médicale ou autre. 
Le parcours passe par des rivières gelées, par quatre cols de montagne, et à travers des villages isolés du Grand Nord. Les participants couvrent 1 635 km ou plus. Les températures descendent souvent en dessous de -50 °C, et les vents peuvent atteindre 80 km/h aux plus hautes altitudes. Sonny Lindner a gagné la course inaugurale en 1984 parmi 26 équipages. Le parcours le plus rapide a eu lieu en 2014, quand Allen Moore termina après 8 jours, 14 heures et 21 minutes. L'édition de 2012 fut la plus serrée, Hugh Neff ne battant Allen Moore que de vingt-six secondes.
En 2005, Lance Mackey devint le premier musher à remporter la course lors de sa première participation, et ce fut à nouveau le cas pour le vainqueur de 2011, Dallas Seavey. En 2007, Mackey fut le premier musher à remporter à la fois la Yukon Quest et l'Iditarod Trail Sled Dog Race, un exploit qu'il répéta l'année suivante. Le plus long temps de parcours a été réalisé en 1988 par Ty Halvorson, avec 26 jours, 8 heures et 29 minutes. En 2000, Aliy Zirkle devint la première femme à remporter la compétition, en 10 jours, 22 heures et 57 minutes. L'organisateur de la course, Yukon Quest International, organise également deux courses plus courtes : la Junior Quest et la Yukon Quest 300 (ancienne Yukon Quest 250).
En 2015, le français Nicolas Vanier participe pour la troisième fois à la Yukon Quest, et arrive en 9e position.

## Histoire
L'idée original de la Yukon Quest vit le jour en avril 1983 lors d'une discussion dans un bar entre quatre citoyens d'Alaska ; LeRoy Shank, Roger Williams, Ron Rosser, and William "Willy" Lipps. Ces quatre personnes proposèrent une course de chien de traîneau de 1000 miles, depuis Fairbanks en Alaska jusque Whitehorse dans le Yukon, pour célébrer les transports de courrier de la ruée vers l'or du Klondike et la création des routes de transport desservant ces deux localités. Ils dédaignèrent les nombreux checkpoints et les nombreuses étapes de l'Iditarod Trail Sled Dog Race et envisagèrent une course d'endurance durant laquelle les participants compteraient sur eux-mêmes et où la survie serait aussi importante que la vitesse. "Nous voulions plutôt une expérience réelle du Bush d'Alaska, une course avec un peu l'esprit de l'homme des bois", a dit Shank au 25e anniversaire de la course.
La première enveloppe transportée par traineaux à chiens eu lieu en 1984 et la dernière eu lieu en 2008 (label34@live.fr)

## Parcours

Le parcours de la Yukon Quest en 2009.

Le tracé de la course varie légèrement d'année en année pour diverses raisons, dont les chutes de neige et le gel sur le Yukon. Sa longueur varie également : l'édition 2003, abrégée à cause du temps, parcourait 1 482 km, tandis que celle de 1998 s'étendait sur 1 646 km. La course se dispute dans le sens Fairbanks-Whitehorse les années impaires et dans le sens contraire les années paires.
Le parcours longe le cours du Yukon et franchit quatre sommet montagneux : le King Solomon's Dome, le Eagle Summit, le American Summit et le Rosebud Summit. Les participants sont confrontés au gel, à la neige et à un froid extrême. Il arrive qu'ils se retrouvent face à face avec des représentants de la faune locale, élans ou bien loups,. Ces conditions extrêmes ont valu à la Yukon Quest d'être qualifiée de « course de chiens la plus difficile au monde » ou bien « la course la plus éprouvante de toutes, ».

### De Whitehorse à Braeburn

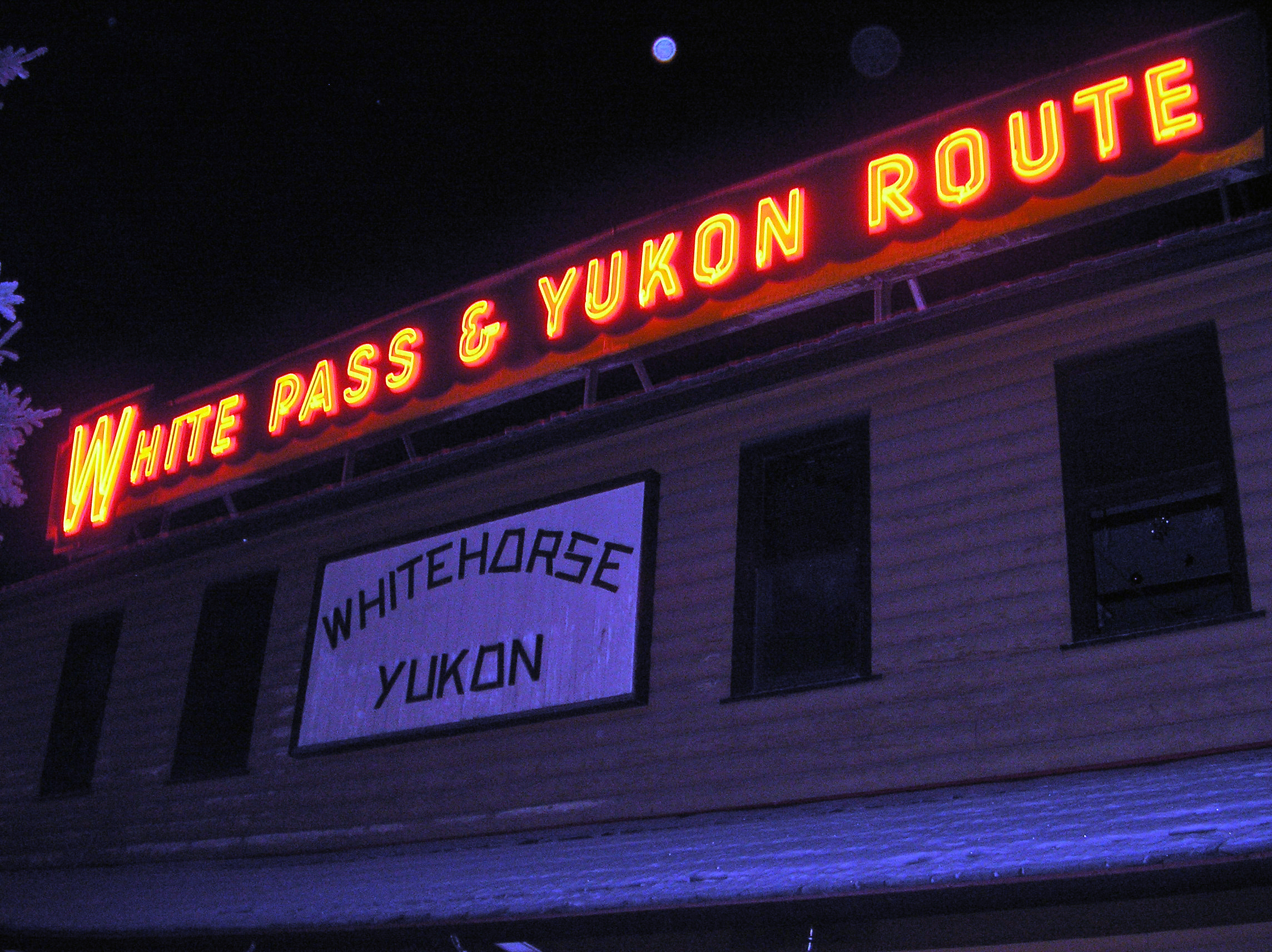
Les locaux de la branche canadienne de la Yukon Quest International sont situés dans l'ancienne gare de la White Pass and Yukon Route à Whitehorse.

La ligne de départ habituelle à Whitehorse se trouve sur la First Avenue, près de l'ancienne gare de la ligne White Pass and Yukon Route qui abrite aujourd'hui les locaux canadiens de la Yukon Quest International. Peu après s'être élancés de la ligne de départ, les participants quittent la ville en longeant le cours du Yukon vers le nord. Après avoir traversé la Takhini, ils la suivent vers le nord jusqu'à l'Overland Trail, une piste qui remonte à l'époque de la ruée vers l'or du Klondike et qui les conduit jusqu'à Braeburn Lodge, le premier point de contrôle.
Ce premier segment de la course est long d'environ 160 km. Le terrain se compose de petites collines entrecoupées de ruisseaux et de lacs gelés. Lorsque la course se fait dans le sens Fairbanks-Whitehorse, les coureurs doivent obligatoirement s'arrêter pendant huit heures à Braeburn, le temps de s'assurer que leurs chiens sont en bonne santé avant la dernière ligne droite.

### De Braeburn à Pelly Crossing

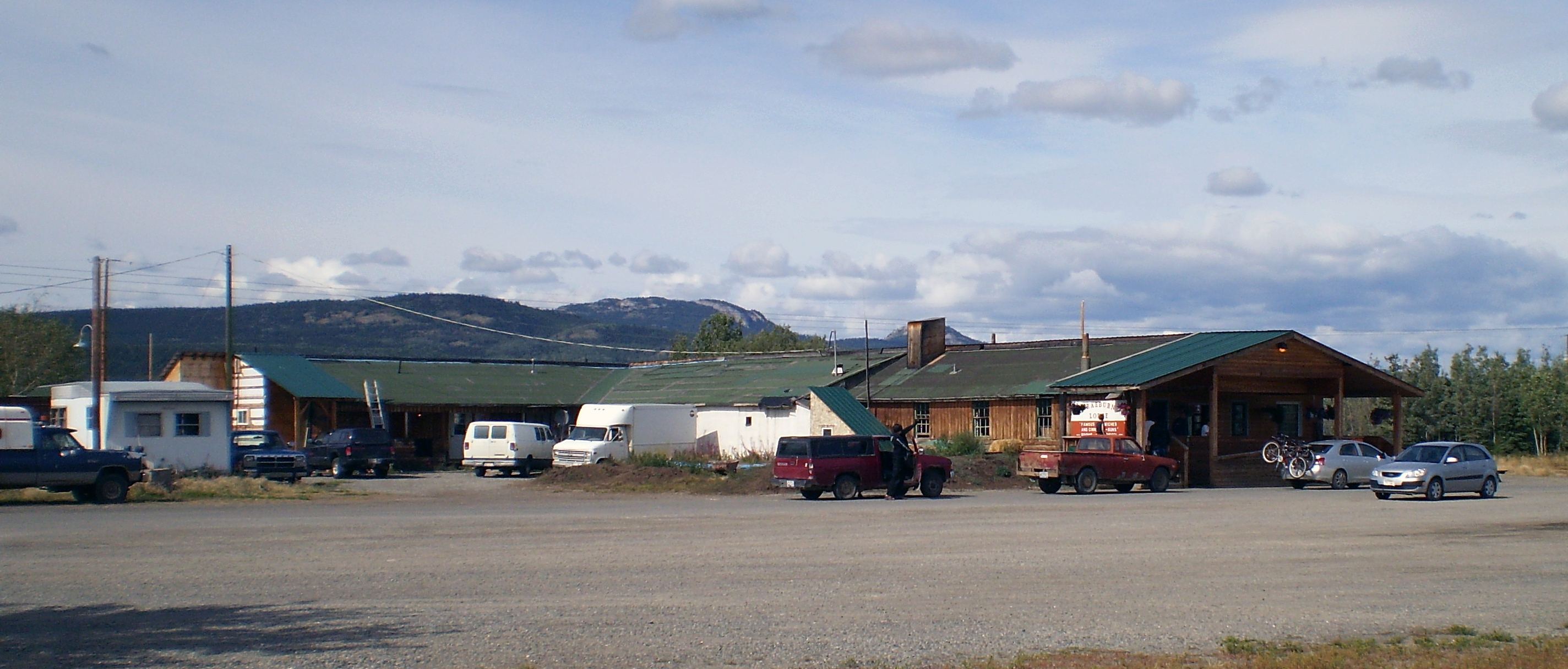
Braeburn Lodge, le premier point de contrôle dans la direction Whitehorse-Fairbanks.

Cette partie de la course est longue de 124 km jusqu'au point de contrôle de Carmacks, puis 117 km jusqu'à Pelly Crossing.
En repartant de Braeburn, les mushers traversent la Klondike Highway et se dirigent vers l'est pendant une quinzaine de kilomètres jusqu'à Coghlan Lake. De là, ils prennent la direction du nord, puis du nord-ouest, longeant une série de lacs sur une cinquantaine de kilomètres. Ils entrent ensuite dans une région densément boisée qui a reçu le surnom de « Pinball Alley », car le terrain est si accidenté que les traîneaux rebondissent dans tous les sens contre les arbres, rochers et autres obstacles. À force de recevoir des coups, les arbres ont perdu toute leur écorce sur un côté du tronc. En 1998, le traîneau de Brenda Mackey se retrouve coincé entre deux arbres, et elle doit en abattre un avant de pouvoir continuer la course.
Les participants longent ensuite le Yukon avant de s'éloigner de la berge du fleuve pour rejoindre le point de contrôle de Carmacks. Ils suivent ensuite une route pendant 25 km avant de s'engager dans un pare-feu. Après avoir quitté ce pare-feu, ils longent de nouveau le Yukon et le traversent pour rejoindre McCabe Creek, le premier point où il est possible de laisser un chien blessé ou malade. La course longe ensuite une allée et la Klondike Highway sur plusieurs kilomètres avant de virer au nord pour traverser le Pelly Burn, une zone dévastée par un incendie en 1995. Cet incendie ayant détruit une bonne partie de la couverture forestière, c'est un segment rapide de la course, avec un nombre d'obstacles réduit. Pelly Crossing est situé à une cinquantaine de kilomètres de McCabe Creek.

### De Pelly Crossing à Dawson City

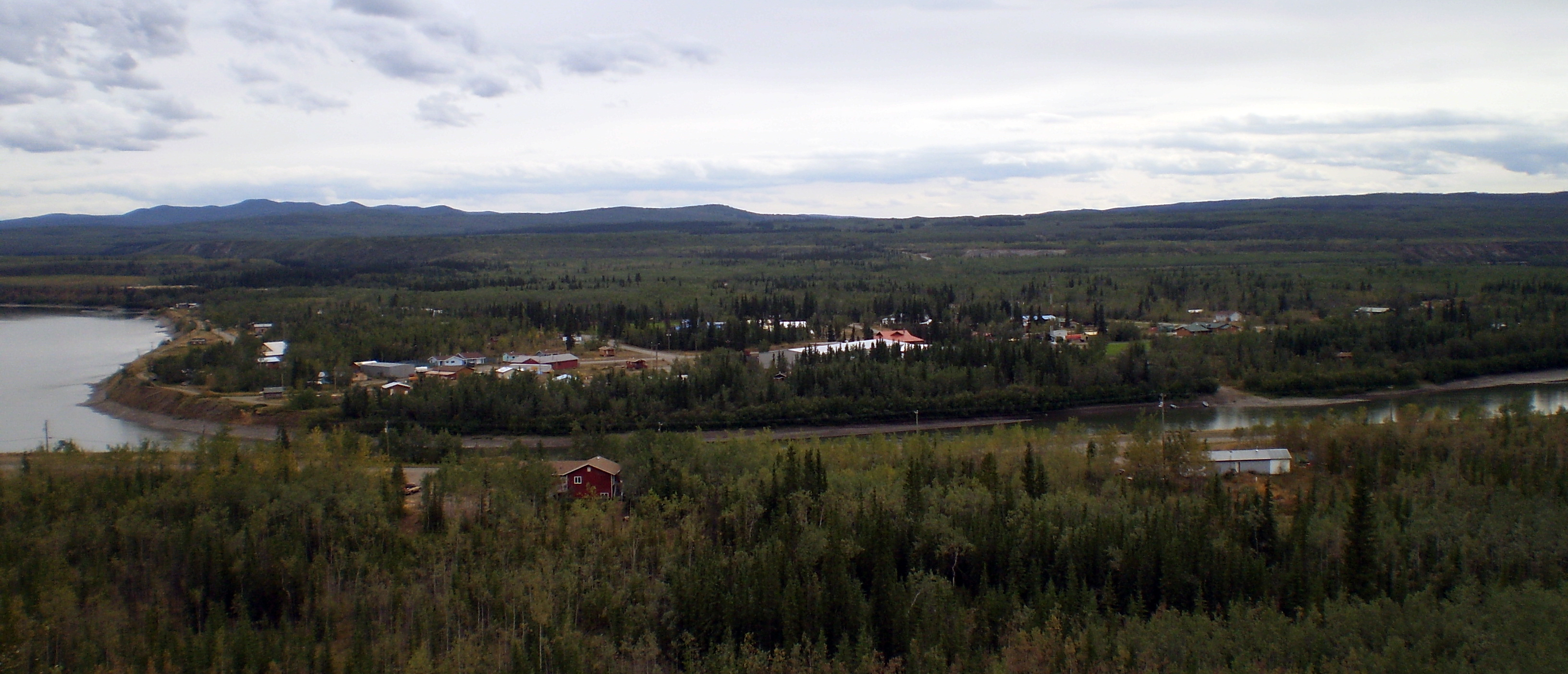
Pelly Crossing, le dernier point de contrôle avant Dawson City.

Le segment entre Pelly Crossing et Dawson City constitue la plus longue distance entre deux points de contrôle de toutes les courses de chiens au monde : 232 km les séparent, avec seulement un point pour les chiens à Scroggie Creek, une mine d'or abandonnée qui n'est réoccupée que durant la course.
En quittant Pelly Crossing, les mushers prennent la direction de l'ouest sur la Pelly gelée, ou bien sur la route qui longe la rivière lorsque les conditions ne permettent pas d'utiliser la Pelly. Ils peuvent se reposer à Stepping Stone, un peu avant le confluent de la Pelly et du Yukon, avant de virer au nord. La piste entre Stepping Stone et Scroggie Creek est une route minière également empruntée par des véhicules Caterpillar. Dans l'histoire de la course, les participants se sont parfois retrouvés bloqués par des véhicules miniers ou confrontés à une piste réduite à un chemin boueux par leurs chenilles avant que les organisateurs ne parviennent à s'entendre avec les opérateurs miniers. Le point de Scroggie Creek est situé au confluent de la Stewart et de la Scroggie.
Après Scroggie Creek, la piste cesse d'être orientée vers l'ouest pour prendre la direction du nord. C'est ici que les coureurs entrent dans les régions aurifères qui entourent Dawson City. À partir de la Stewart, la piste traverse les Black Hills du Yukon. Elle traverse l'Indian River à 80 km de Dawson City, après quoi les mushers commencent l'ascension du King Solomon's Dome, le point culminant de la piste à 1 220 m d'altitude. La pente est plus raide dans la direction Fairbanks-Whitehorse, où les mushers doivent négocier plusieurs virages en lacets ; dans l'autre sens, la montée des Black Hills (en particulier l'Eureka Dome et ses 1 082 m leur permet d'avoir une pente plus facile à négocier. Les principales difficultés se trouvent dans la descente vers Bonanza Creek, l'épicentre de la ruée vers l'or du Klondike. Après avoir atteint ce cours d'eau, les participants doivent traverser une région jonchée de débris miniers et longer le Klondike jusqu'à Dawson City, à mi-chemin de la fin de la course. Ils doivent obligatoirement s'y reposer pendant 36 heures.

### De Dawson City à Eagle
La distance qui sépare Dawson City du premier point de contrôle situé en Alaska, Eagle, est de 237 km. Les mushers quittent Dawson City de manière étalonnée. Ils suivent le Yukon pendant environ 80 km jusqu'à la halte de la Fortymile. Ils se dirigent ensuite vers le sud-ouest le long de la rivière, dans ce qui constitue l'un des segments les plus froids de la course, l'air froid ayant tendance à descendre au fond de la vallée. La traversée de la frontière entre l'Alaska et le Canada n'est perceptible que grâce à la section entièrement déboisée qui la marque. La rivière bifurque peu après vers le nord-ouest, et les participants la quittent au niveau de la Taylor Highway, une route interdite au trafic automobile durant l'hiver. La piste suit cette route pendant 80 km dans des conditions souvent difficiles, marquées par des vents puissants et des précipitations de neige susceptibles de masquer le marquage. Après les 1 042 m de l'American Summit, la piste redescend progressivement pendant 32 km jusqu'à Eagle, sur les berges du Yukon.

### D'Eagle à Central

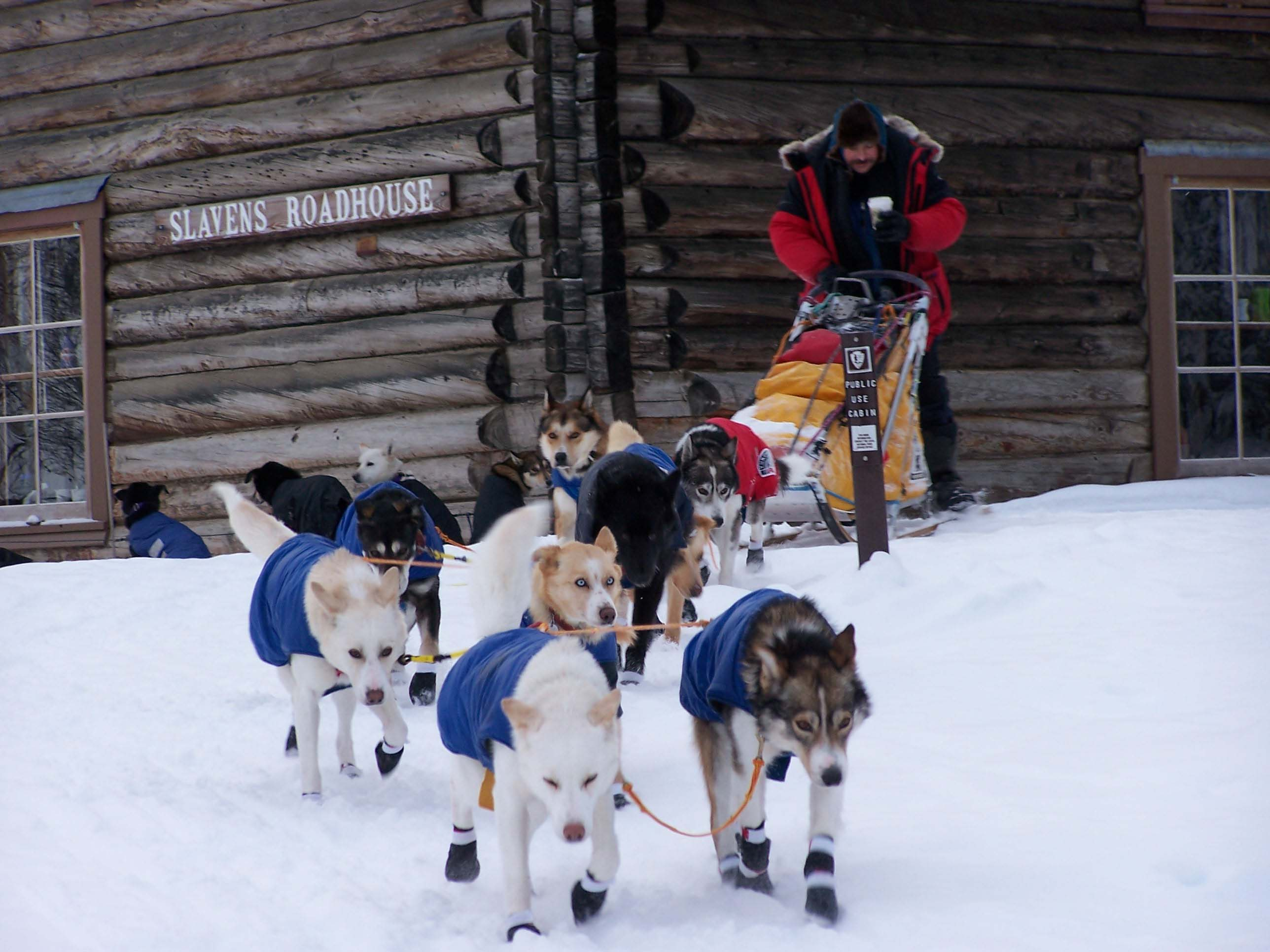
Un attelage quitte Slaven's Cabin en 2005.

La distance d'Eagle à Central est de 375 km. Durant l'hiver, Eagle est battue par les vents et les bourrasques de neige renvoyées sur la ville par Eagle Bluff, une éminence de 91 m de haut sur les rives du Yukon. Les concurrents sont accueillis à Eagle (première étape sur le sol américain) par un fonctionnaire du département de la Sécurité intérieure des États-Unis qui vérifie leurs passeports et leurs papiers.
La piste quitte Eagle vers le nord-ouest sur le Yukon pendant 256 km marqués par quelques passages en portage. Deux haltes sont disponibles sur cette section : la première à Trout Creek, à 45 km d'Eagle, et la seconde à Biederman's Cabin, l'ancienne cabane de Charlie Biederman, l'un des derniers mushers à avoir assuré le service postal,. À une trentaine de kilomètres de cette cabane se trouve un point pour les chiens à Slaven's Cabin, un site historique du National Park Service. Il reste alors 97 km à parcourir pour rejoindre Circle, ainsi nommée parce que ses fondateurs la croyaient située sur le Cercle Arctique qui se trouve en réalité à environ 80 km au sud.
119 km de piste séparent Circle du point de contrôle de Central. Les mushers suivent le Birch Creek vers le sud jusqu'à un point situé un peu en amont de Circle Hot Springs. Ce segment est l'un des plus froids de la piste, avec des températures pouvant atteindre les −50 °C. La piste se dirige ensuite vers l'ouest à travers des marécages gelés jusqu'au point de contrôle de Steese Roadhouse à Central.

### De Central à Two Rivers

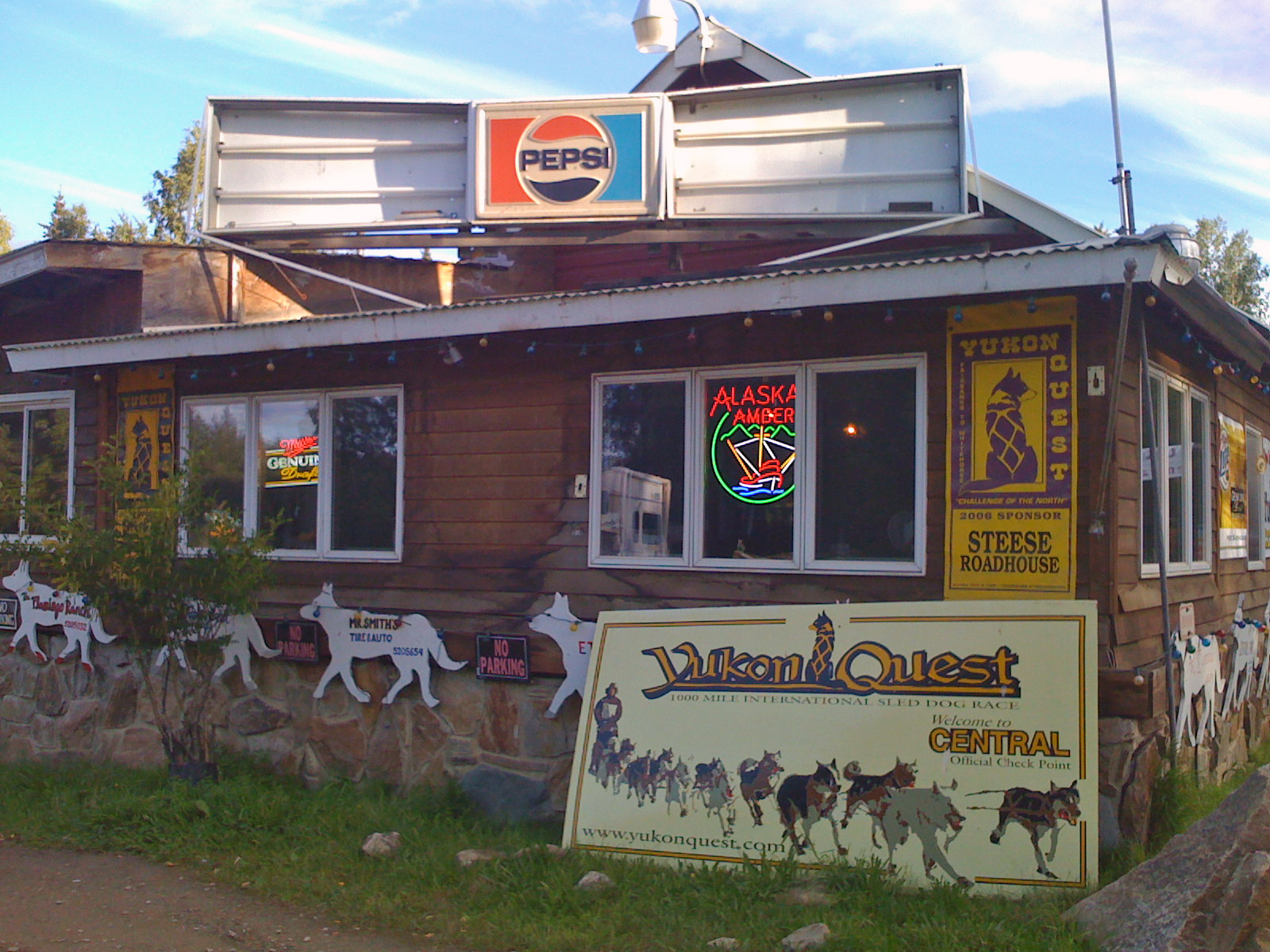
Steese Roadhouse, le point de contrôle de Central.

La distance de Central au dernier (ou premier) point de contrôle, Two Rivers, est de 185 km. Ce segment constitue la partie la plus difficile de la course, et de toutes les courses de traîneau qui existent. C'est ici que les mushers doivent effectuer l'ascension des deux sommets les plus difficiles de la course : Eagle Summit et Rosebud Summit.
Les participants quittent Central vers l'ouest dans une direction parallèle à la Steese Highway qui relie Central et Circle à Fairbanks. La piste traverse des marécages gelés, des zones minières et des pare-feu pendant une trentaine de kilomètres. Les mushers retrouvent ensuite la Steese Highway et traversent plusieurs ruisseaux avant d'entamer l'ascension d'Eagle Summit. Après avoir franchi la limite des arbres, ils se retrouvent exposés au vent. Les conditions météorologiques au sommet d'Eagle Summit sont très rudes, car il se trouve à la convergence des Yukon Flats au nord et de la vallée de la Tanana au sud. Après avoir franchi le col qui sépare les deux pics, le versant sud s'avère moins pentu et plus facile à négocier pour les mushers jusqu'au point de contrôle du Mile 101. Lorsque la course se fait dans la direction Fairbanks-Whitehorse, de nombreux mushers utilisent des chaînes pour ralentir leur descente le long de la face nord.
Le point de contrôle du Mile 101 est une cabane située à la borne correspondante de la Steese Highway, à 162 km (101 milles) de Fairbanks. Elle offre aux mushers la possibilité d'une courte pause entre Eagle Summit et Rosebud Summit. L'ascension de ce dernier commence à une quinzaine de kilomètres au sud de la cabane. Elle se compose d'une pente progressive de 8 km suivie d'une descente abrupte dans la vallée de la branche nord de la Chena, qui ramène les mushers en zone boisée. La piste longe ensuite une route sur 43 km avant d'arriver au dernier point de contrôle, à Twin Bears Campground, près de Two Rivers.

### De Two Rivers à Fairbanks
Two Rivers est le dernier point de contrôle dans le sens Whitehorse-Fairbanks. Les mushers doivent y rester au moins huit heures, le temps que leurs chiens soient certifiés capables de finir la course. Le terrain de ce segment est parmi les plus faciles du tracé, avec des collines boisées aux pentes douces qui s'urbanisent peu à peu à l'approche de Fairbanks. La difficulté principale pour les participants est de distinguer la piste de la Yukon Trail des autres pistes de traîneaux, dont beaucoup sont indiquées de manière similaire. Ces marquages ont induit en erreur plusieurs coureurs dans l'histoire de la course,.
Après Two Rivers, la piste rejoint la Chena au nord-ouest de Fairbanks. Les participants rejoignent Fairbanks en suivant la rivière jusqu'à la ligne d'arrivée, qui est située sur la rivière elle-même, dans le centre-ville. Le premier musher qui franchit la ligne d'arrivée est généralement accueilli par plusieurs milliers de spectateurs, quelle que soit l'heure à laquelle il arrive.

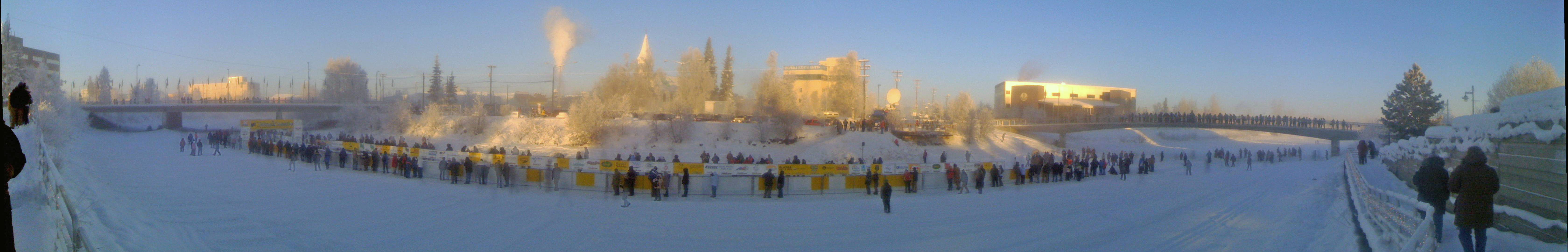
La ligne de départ à Fairbanks en 2008.

## Participants

### Récompenses

Nombre de participants (ligne noire), dont ceux ayant bouclé la course (ligne rouge), par année, de 1984 à 2009.

Il existe plusieurs récompenses. Le titre de champion est attribué au musher qui remporte la course, tandis que ses deux chiens de tête reçoivent le « Harnais d'Or » (Golden Harness Award). Les vétérinaires de la course décernent également un prix au participant qui s'est selon eux occupé le mieux de son attelage. Le « prix Défi du Nord » (Challenge of the North Award) est attribué au coureur qui « représente le mieux l'esprit de la Yukon Quest », tandis que le « prix du fair-play » (Sportsmanship Award) est décerné par un vote des participants. Parmi les coureurs qui parviennent à la ligne d'arrivée, le mieux classé parmi les premières participations reçoit le « prix du Rookie de l'Année » (Rookie of the Year Award) et le premier à être arrivé à Dawson City (indépendamment de son classement final) reçoit le « prix Dawson » (Dawson Award), qui consiste en 4 onces d'or pur. Enfin, la « Lanterne Rouge » (Red Lantern) est décernée au dernier candidat parvenant à franchir la ligne d'arrivée. Deux récompenses ne sont plus décernées : le « prix Kiwanis » (Kiwanis Award), qui récompensait celui qui traversait le premier la frontière entre l'Alaska et le Yukon, et le « prix du Maire » (Mayor's Award), décerné au champion par le maire de Fairbanks.

### Palmarès
| Année | Musher                 | Temps                             |
| ----- | ---------------------- | --------------------------------- |
| 1984  | Sonny Lindner          | 12 jours et 5 minutes             |
| 1985  | Joe Runyan             | 11 jours, 11 heures et 55 minutes |
| 1986  | Bruce Johnson          | 14 jours, 9 heures et 17 minutes  |
| 1987  | Bill Cotter            | 12 jours, 4 heures et 34 minutes  |
| 1988  | David Monson           | 12 jours, 5 heures et 6 minutes   |
| 1989  | Jeff King              | 11 jours, 20 heures et 51 minutes |
| 1990  | Vern Halter            | 11 jours, 17 heures et 9 minutes  |
| 1991  | Charlie Boulding       | 10 jours, 21 heures et 12 minutes |
| 1992  | John Schandelmeier     | 11 jours, 21 heures et 40 minutes |
| 1993  | Charlie Boulding (2)   | 10 jours, 19 heures et 9 minutes  |
| 1994  | Lavon Barve            | 10 jours, 22 heures et 44 minutes |
| 1995  | Frank Turner           | 10 jours, 16 heures et 20 minutes |
| 1996  | John Schandelmeier (2) | 12 jours, 16 heures et 6 minutes  |
| 1997  | Frank Turner (2)       | 12 jours, 7 heures et 3 minutes   |
| 1998  | Bruce Lee              | 11 jours, 11 heures et 27 minutes |
| 1999  | Ramy Brooks            | 11 jours, 8 heures et 27 minutes  |
| 2000  | Aliy Zirkle            | 10 jours, 22 heures et 57 minutes |
| 2001  | Tim Osmar              | 11 jours, 14 heures et 38 minutes |
| 2002  | Hans Gatt              | 11 jours, 4 heures et 24 minutes  |
| 2003  | Hans Gatt (2)          | 10 jours, 18 heures et 28 minutes |
| 2004  | Hans Gatt (3)          | 10 jours, 17 heures et 54 minutes |
| 2005  | Lance Mackey           | 11 jours et 32 minutes            |
| 2006  | Lance Mackey (2)       | 10 jours, 7 heures et 47 minutes  |
| 2007  | Lance Mackey (3)       | 10 jours, 2 heures et 37 minutes  |
| 2008  | Lance Mackey (4)       | 10 jours, 12 heures et 14 minutes |
| 2009  | Sebastian Schnuelle    | 9 jours, 23 heures et 20 minutes  |
| 2010  | Hans Gatt (4)          | 9 jours et 59 minutes             |
| 2011  | Dallas Seavey          | 10 jours, 12 heures et 59 minutes |
| 2012  | Hugh Neff              | 9 jours, 16 heures et 59 minutes  |
| 2013  | Allen Moore            | 8 jours, 19 heures et 39 minutes  |
| 2014  | Allen Moore (2)        | 8 jours, 14 heures et 21 minutes  |
| 2015  | Brent Sass             | 9 jours, 12 heures et 49 minutes  |

### Chiens

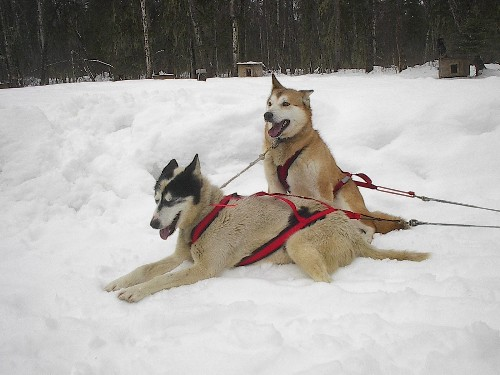
Huskys d'Alaska portant le harnais

Les chiens de la Yukon Quest sont de diverses tailles et races, bien que les plus communs soient les huskys d'Alaska et de Sibérie, pesant entre 20 et 32 kg. Le Husky d'Alaska n'est pas une race reconnue, mais un croisement généré pour sa vitesse, son endurance et sa force. Le Husky de Sibérie est une race reconnue par le American Kennel Club et est caractérisé par son épaisse fourrure, ses oreilles droites, une queue semblable à celle d'un renard, et une taille moyenne. Les huskys de Sibérie sont typiquement plus gros et plus lourds que les huskys d'Alaska, et les conducteurs de traîneaux surnomment la race "Slowberians", (littéralement, "lentbériens"), mais possèdent une plus grande puissance de tractage. La différence a été mise en évidence lors de l'édition 1998 de la Yukon Quest, quand l'équipage de Bruce Lee composé de huskys d'Alaska rivalisa avec l'équipage d'André Nadeau formé de huskys de Sibérie. L'équipage de Lee était plus rapide que celui de Nadeau sur les courtes sections, mais Lee devait prendre du repos plus souvent. Nadeau était en tête au départ du checkpoint final, mais Lee a réussi à le dépasser.

## Règlement
Les participants à la Yukon Quest sont encouragés à faire preuve d'autonomie : l'un des objectifs de la course est de développer « la connaissance et l'application des pratiques qui servent de base à la survie en milieu arctique ». Durant la course, les participants ne doivent accepter aucune aide extérieure, et les changements qu'ils peuvent apporter à leur traîneau et à leur attelage. Le parcours comprend dix points de contrôle, et il existe quatorze endroits en tout où il est possible de déposer un chien malade ou blessé. Seuls quatre points de contrôle sont obligatoires : un arrêt de 36 heures à Dawson City, un arrêt de 4 heures à Eagle, un arrêt de 2 heures au premier point de contrôle et un arrêt de 8 heures au dernier.
Les mushers doivent emporter de la nourriture, de l'équipement de camping et de quoi s'occuper de leurs chiens, mais aussi une hache, un sac de couchage à l'épreuve du froid, une paire de raquettes, les dossiers vétérinaires de leurs chiens, du matériel promotionnel, un réchaud et huit bottines pour chaque chien. Le matériel promotionnel obligatoire comprend des enveloppes commémoratives censées rappeler le transport de courrier qui est à l'origine de la Quest. Une règle inhabituelle exige que chaque musher procède à l'équarrissage de tout gibier qu'il serait amener à tuer. Un musher a appliqué cette règle en 1993 après avoir été contraint de tuer un élan qui l'avait attaqué
Les concurrents doivent répondre à une série d'exigences avant de pouvoir s'inscrire. Chaque musher doit posséder un attelage de chiens. La course ne fournit pas de chiens, mais certains participants choisissent d'emprunter des chiens plutôt que les élever eux-mêmes. Ainsi, en 2009, le Canadien Hans Gatt prête une équipe de chiens au Jamaïcain Newton Marshall. Chaque participant doit avoir bouclé au moins deux courses de chiens agréées par la Yukon Quest International, une de 320 kilomètres (200 milles) et une de 480 kilomètres (300 milles). Les participants doivent également être âgés de plus de 18 ans, ne pas avoir été bannis de l'Iditarod Trail Sled Dog Race et ne jamais avoir été condamnés pour cruauté ou maltraitance envers les animaux. L'inscription coûte 1 500 dollars, ou 2 000 pour les retardataires.

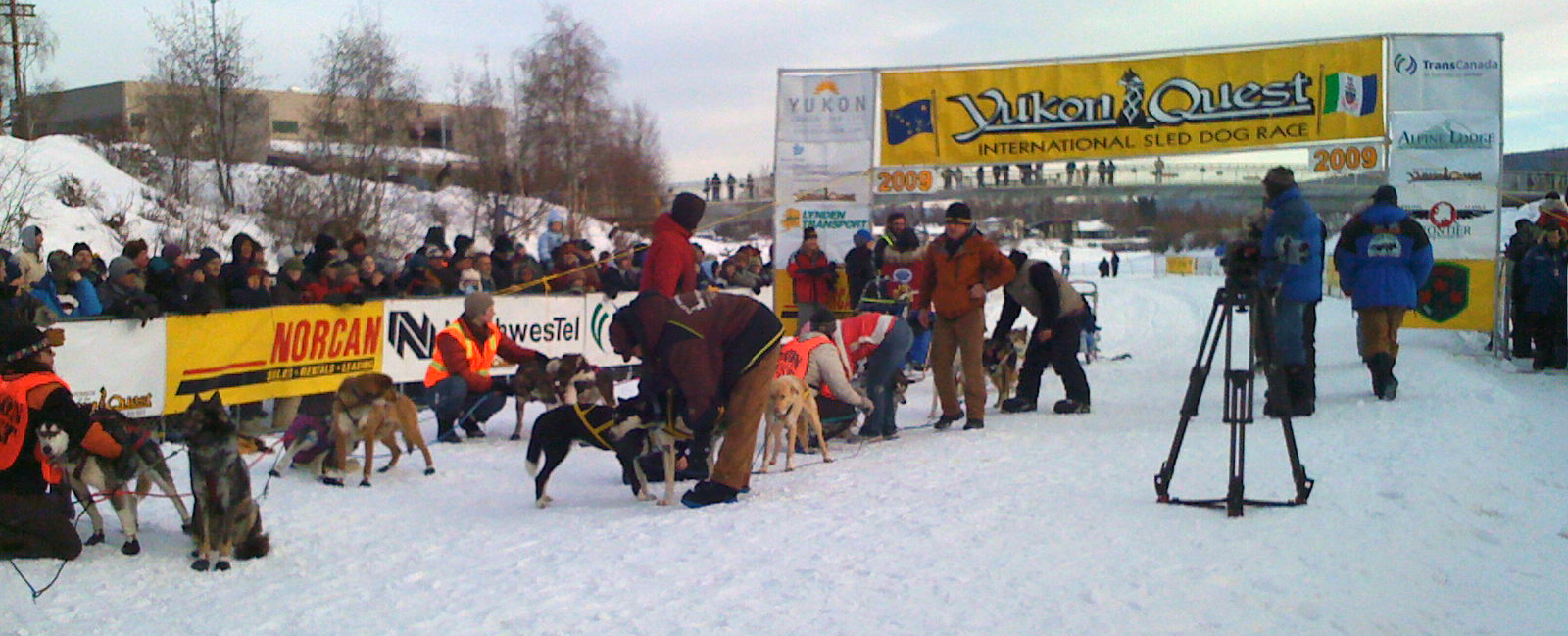
Examen de deux attelages après la Yukon Quest 2009.

Les règles de la Yukon Quest visent en grande partie à s'assurer que les chiens restent en bonne santé malgré les conditions extrêmes. Tous les animaux doivent être examinés par des vétérinaires officiels avant le début de la course, afin qu'ils soient certifiés aptes à participer. L'équipement consacré aux chiens est également examiné par les organisateurs avant le début de la compétition. Les harnais doivent obligatoirement être rembourrés et chaque musher doit avoir dans son traîneau suffisamment de nourriture. Un ravitaillement suffisant doit être assuré à chaque point de contrôle.
Un attelage ne peut pas compter plus de quatorze chiens sur la ligne de départ, mais il doit en compter au moins six sur la ligne d'arrivée. Des vétérinaires stationnés à chaque point de contrôle examinent de visu les chiens. La maltraitance peut aboutir à la disqualification et au renvoi des mushers qui s'en rendraient coupables. Il est interdit de fouetter les chiens et de les nourrir de force. Les chiens ne peuvent pas recevoir de piqûres ou être sous l'influence de substances dopantes telles que des stéroïdes. Le marshal de la course peut disqualifier les participants qui ne respectent pas ces règles ou ne traitent pas leurs chiens suffisamment bien.
Le règlement de la Yukon Quest laisse aux organisateurs une certaine latitude dans les sanctions qu'ils peuvent infliger aux mushers ne respectant pas les règles. Les pénalités les plus sévères viennent sanctionner la maltraitance des chiens. Certains coureurs ont été disqualifiés pour cette raison, le dernier étant Donald Smidt en 2008. Il est plus courant de voir des pénalités de temps ou des amendes. Ainsi, en 2007, Dan Kaduce reçoit une amende de 500 dollars à déduire de ses gains finaux (9000 dollars) pour ne pas s'être rendu à une réunion obligatoire. Des amendes pour le même montant ont été infligés à des mushers qui ne se sont pas rendus au banquet final, qui ne portaient pas de dossards, qui ont perdu leurs dossiers vétérinaires ou qui ont jeté des déchets dans la nature. Ces pénalités mineures peuvent avoir un effet sur le résultat de la course : en 2009, Hugh Neff est pénalisé de deux heures pour avoir empiété sur la route de Circle Hot Springs, alors qu'il occupait la deuxième place. À cause de cette pénalité, il termine la course avec quatre minutes de retard sur le vainqueur Sebastian Schnuelle.